# Sandro Facchin
Sandro Fachin (Cortina d'Ampezzo, 20 novembre 1965) è un giocatore di curling italiano.

## Carriera agonistica

### Nazionale
Il suo esordio con la nazionale italiana junior di curling è stato il campionato mondiale junior del 1984, disputato a Cornwall, in Canada: in quell'occasione l'Italia si piazzò al decimo posto. Con la nazionale junior partecipa a due mondiali junior.
In totale Sandro vanta 18 presenze in azzurro. Il miglior risultato dell'atleta è il nono posto ottenuto ai mondiali junior del 1985 disputati a Perth, in Scozia.
CAMPIONATI
Nazionale junior: 18 partite
- Mondiali junior
  - 1984 Cornwall ( Canada) 10°
  - 1985 Perth ( Scozia) 9°

### Campionati italiani
Sandro ha preso parte ai campionati italiani di curling con il Curling Club New Wave ed è stato una volta campione d'Italia:
- Campionato italiano junior
  - 1984  con Stefano Ossi, Paolo Constantini e Andrea Pappacena (CC New Wave)